# Aeroportul Miramichi
Aeroportul Miramichi (IATA: YCH, ICAO: CYCH) este un aeroport din Noul Brunswick, Canada. Aeroportul a fost tranzitat în 2011 de 0 pasageri.
Situat la o altitudine de 34 m, aeroportul dispune de o singură pistă.